# Yuan Legislativo
O Yuan Legislativo (chinês: 立法院; pinyin: Lìfǎ Yuàn; Wade–Giles: Li4-fa3 Yüan4; Pe̍h-ōe-jī: Li̍p-hoat Īⁿ) é o poder legislativo unicameral da República da China (Taiwan). Ele é um dos cinco poderes (chamados "yuàn", ou "casas") do governo estipulados pela Constituição da República da China, que segue os Três Princípios do Povo de Sun Yat-sen. Às vezes chamado de "parlamento", o Yuan Legislativo, sob a teoria política de Sun Yat-sen, é um dos poderes do governo.
De acordo com a interpretação de número 76 da constituição de 1957 do Yuan Judiciário, o parlamento da república inclui todas as três Assembleias Nacionais (hoje abolidas), o Yuan Legislativo e o Yuan de Controle. Porém, após as emendas constitucionais que transferiram efetivamente quase todos os poderes da Assembleia Nacional ao Yuan Legislativo no final da década de 1990, tornou-se mais comum os jornais de Taiwan se referirem ao Yuan Legislativo como “o Parlamento” (國會, guóhuì).

## Galeria

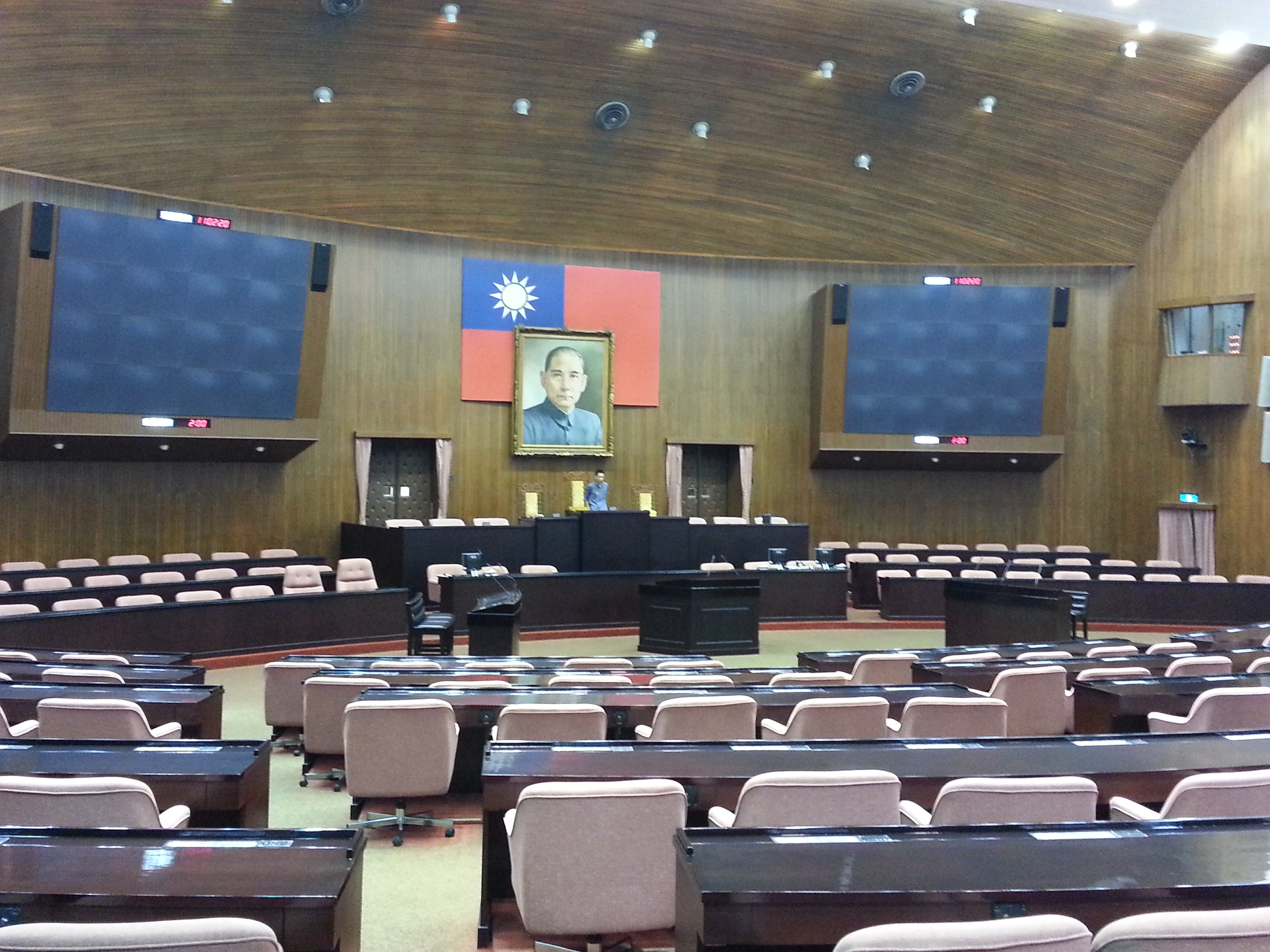
A câmara do Yuan Legislativo.
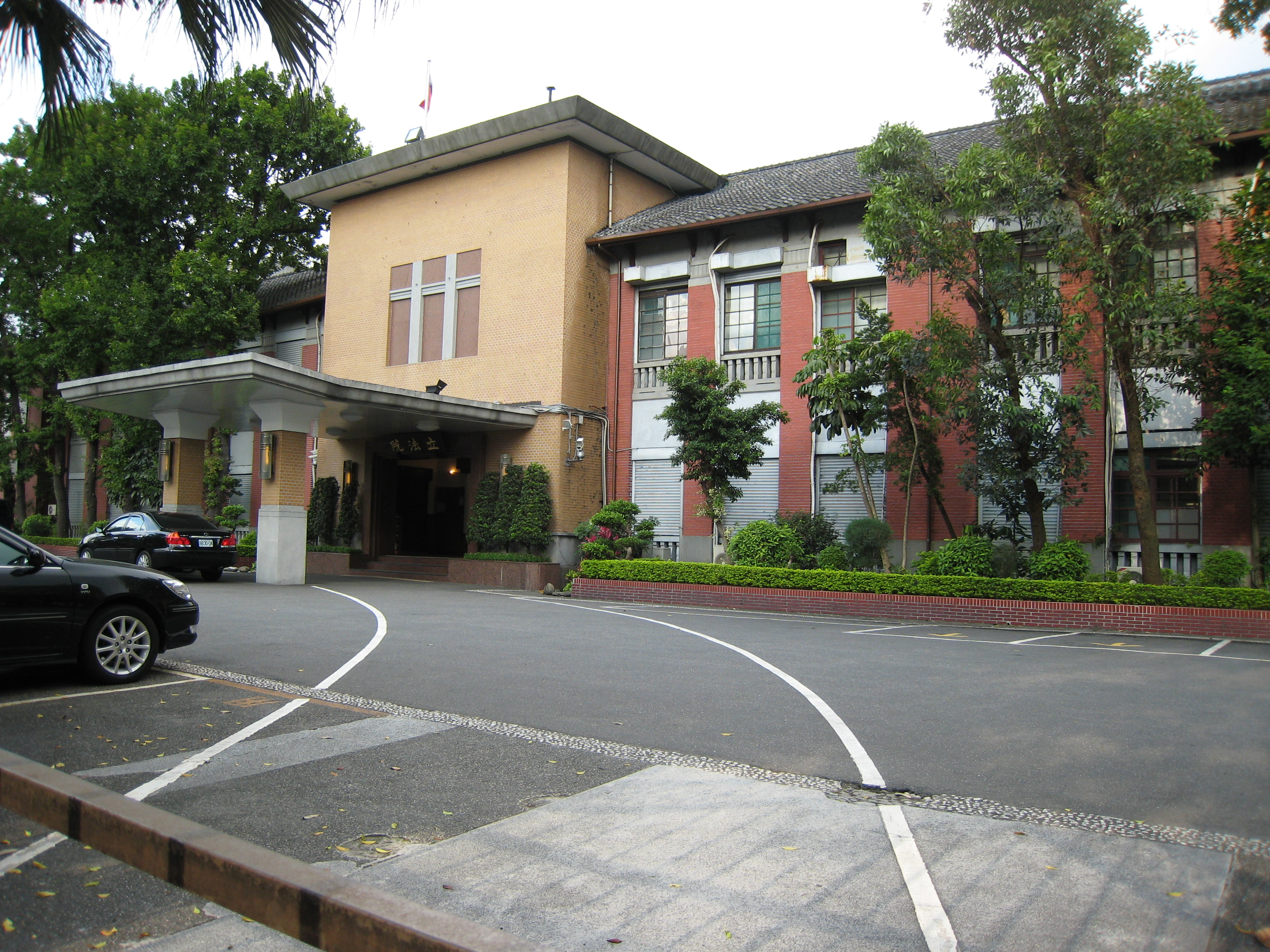
Prédio do Yuan Legislativo.